# فلورسباختال
فلورسباختال (به آلمانی: Flörsbachtal) یک شهر در آلمان است که در ماین-کینتسیگ واقع شده‌است. فلورسباختال ۲٬۵۶۰ نفر جمعیت دارد.